# الوطن (جريدة قطرية)
الوطن صحيفة قطرية يومية سياسية جامعة تصدر عن دار الوطن للطباعة والنشر والتوزيع

## الموقع الرسمي
الموقع الرسمي لصحيفة الوطن القطرية